# Cerkiew Podwyższenia Krzyża Pańskiego w Mereczu
Cerkiew Podwyższenia Krzyża Świętego – nieczynna cerkiew prawosławna w Mereczu.
Wzniesiona w 1868 na miejscu ratusza. W 1949 została odebrana liczącej 50–100 osób parafii prawosławnej i zaadaptowana na muzeum regionalne.